# Wendisches Museum
Das Wendische Museum, niedersorbisch Serbski muzej, ist das zentrale Museum zu Kultur und Geschichte der Sorben/Wenden in der Niederlausitz und befindet sich in der Stadt Cottbus. Im Museum befindet sich die größte niedersorbische Trachtensammlung, darunter zahlreiche Spreewaldtrachten.
Neben der Dauerausstellung wurden in den 15 Ausstellungsräumen des Heimatmuseums bisher über 40 Sonderausstellungen zu verschiedenen Themen gezeigt. Alle Ausstellungen werden zweisprachig deutsch-sorbisch (wendisch) gestaltet.

## Geschichte
In der heutigen Form besteht die kommunale kulturhistorische Sammlung seit 1994, geht aber auf eine 1908 im Cottbuser Heimatmuseum eingerichtete Wendische Bauernstube zurück, die bis in die NS-Zeit existierte. Das dort vorhandene Ausstellungsgut ging nach dem Zweiten Weltkrieg verloren.
In der DDR wurde 1980 ein Museum für niedersorbisches Schrifttum im Schloss Branitz zunächst als ständige Exposition, dann als Wanderausstellung eingerichtet. Kurze Zeit darauf wurde diese Sammlung magaziniert.
Nach 1985 wurde dann aus dem Grundbestand im Magazin eine neue ständige Ausstellung konzipiert. Ziel war es, eine sorbische museale Ausstellung zu schaffen, in der neben Schrifttum auch Musik, Volkstum und Bildende Kunst gezeigt werden sollten. Eine Zeitungs- und Buchsammlung sollte zur Recherche für die Öffentlichkeit zur Verfügung stehen, um dieser das sorbische Brauchtum näher zu bringen.
Vielfältige Bemühungen in den 1980er Jahren und nach der Wiedervereinigung führten schließlich am 3. Juni 1994 zur Eröffnung des heutigen Museums.

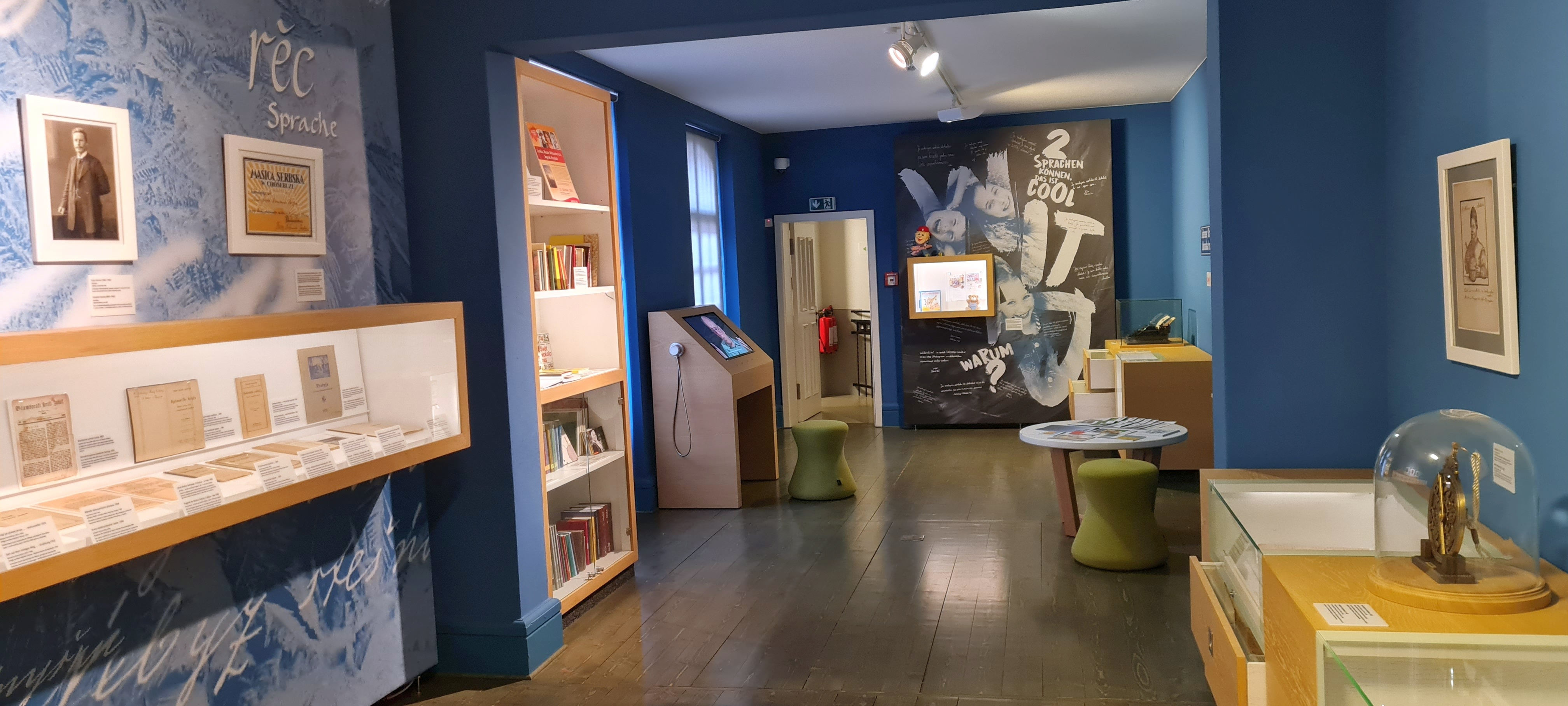
Blick in die Dauerausstellung (2024)

Das Museum war seit dem 1. Januar 2016 im Rahmen einer Umbauphase geschlossen. Ersatzweise wurde im Stadtmuseum Cottbus eine Sonderausstellung zur Geschichte und Kultur der Sorben/Wenden in der Niederlausitz gezeigt. Die Umbauarbeiten wurden 2019 abgeschlossen, die Wiedereröffnung erfolgte mit einer neuen Dauerausstellung am 28. Oktober 2020.